# Nuovi eroi
Nuovi eroi (с итал. — «Новые герои») — второй студийный альбом итальянского певца и композитора Эроса Рамаццотти, выпущен в 1986 году лейблом Bertelsmann Music Group.

## Об альбоме
«Сингл Adesso tu» (с итал. — «А теперь ты») из этого альбома выиграл в 1986 году конкурс Сан-Ремо. Песня возглавила хит-парады Италии, Австрии и Швейцарии.
Позже, в альбом была включена более продолжительная версия песни — альбомная версия дольше сингла на одну минуту пять секунд (дополнительные инструментальные проигрыши).
Это первый из одиннадцати последующих студийных альбомов Рамаццотти, который занял первое место в итальянских чартах — в «2009 году альбом Ali e radici» побил этот рекорд. Тираж проданных копий альбома в Италии составил около 700,000 экземпляров.
CD-издание также содержит четыре дополнительных трека из дебютного альбома Рамаццотти — «Cuori agitati».

## Список композиций
Слова и музыка всех песен — Пьеро Кассано, Аделио Кольиати, Эрос Рамаццотти.
| №                   | Название                                        | Длительность |
| ------------------- | ----------------------------------------------- | ------------ |
| 1.                  | «Un cuore con le ali»                           | 3:52         |
| 2.                  | «Un nuovo amore»                                | 4:11         |
| 3.                  | «E mi ribello»                                  | 4:22         |
| 4.                  | «Fuggo dal nulla»                               | 3:47         |
| 5.                  | «Con gli occhi di un bambino»                   | 4:19         |
| 6.                  | «Lacrime di gioventù»                           | 4:52         |
| 7.                  | «Emozione dopo emozione»                        | 4:34         |
| 8.                  | «Adesso tu»                                     | 5:04         |
| 9.                  | «Nuovi eroi»                                    | 4:11         |
| 10.                 | «Una storia importante»                         | 4:09         |
| 11.                 | «Cuori agitati»                                 | 3:45         |
| 12.                 | «Buongiorno bambina» (Кассано, Рамаццотти)      | 4:15         |
| 13.                 | «Terra promessa» (Рамаццотти, Альберто Салерно) | 3:45         |
| Общая длительность: | Общая длительность:                             | 55:13        |

(дорожки 10-13 взяты из альбома «Cuori agitati»)

## Чарты
| Страна    | Позиция |
| --------- | ------- |
| Италия    | 1       |
| Швейцария | 1       |
| Австрия   | 1       |
| Швеция    | 29      |

## Хронология релизов
| Дата     | Лейбл      | Формат |
| -------- | ---------- | ------ |
| 1993 год | BMG        |        |
| 1993 год | BMG        | CD     |
| 1993 год | BMG Ariola | CD     |
| 1998 год | Import     | CD     |